# Le Noël des Looney Tunes
Pour plus de détails, voir Fiche technique et Distribution.
Le Noël des Looney Tunes (Bah Humduck! A Looney Tunes Christmas) est un téléfilm de Noël d'animation sorti directement en DVD en 2006 et mettant en vedette les Looney Tunes, réalisé par Charles Visser. Le film est une parodie du conte de Charles Dickens Un chant de Noël.

## Intrigue
Bugs Bunny souhaite joyeux Noël au public avant de se faire recouvrir de neige par la limousine de Daffy Duck. Arrivé à l'hypermarché Canard veinard construit en son honneur et accueilli par Porky Pig, Daffy rencontre un pauvre Playboy Penguin qui lui demande de lui donner de l'argent pour s'acheter de quoi manger. Daffy refuse et fait pleurer Playboy qui verse des larmes glacées (référence directe au cartoon de 1949 Escapade polaire, Frigid Hare en VO). Bugs donne alors de l'argent au pingouin. Ensuite, un quatuor formé de Priscilla (la fille de Porky), Eggbert, George P. Dog et Hennery le faucon lui chantent Vive le vent en lui demandant de l'argent afin d'aider des familles en difficulté. Le quatuor s'enfuit après que Daffy lui refuse le don d'argent.
Entré à Canard veinard, Daffy fait des gaffes quand il est bloqué dans la porte d'entrée. Le Canard gronde Vil Coyote qui veut manger quelque chose dans un self-service. Elmer Fudd, en train de dormir, se fait gronder lui aussi ainsi que Marvin le Martien, Pépé le putois, Speedy Gonzales et Porky. Daffy, tombé dans un sapin de Noël, se fait narguer par Bugs qui lui dit « Quoi d'neuf docteur ? » comme à son habitude. Daffy lui ordonne de sortir de son centre mais Bugs lui dit de reprendre son esprit de Noël. Daffy repousse cette suggestion et gronde encore une fois Porky. Ce dernier lui explique que si son salaire n'est pas augmenté, Priscilla serait malheureuse de ne pas avoir une poupée pour Noël. Mais Daffy lui oppose un refus.
Daffy rencontre le fantôme de Grosminet, son idole, qui fut mort le Noël dernier par la faute d'un de ses employés. Il était comme Daffy : même sadisme, même autorité. Grosminet le prévient qu'il lui reste une seule chance pour être gentil avec ses employés et clients.
Bugs vient dans son bureau et se fait jeter dehors par Daffy qui a eu le malheur de tomber d'une lampe du sapin où il était lorsque le lapin lui a rendu visite. Puis il reçoit une télécommande pour son bureau de la part de Bip Bip. Elmer, Marvin et Porky se font jeter dehors à leur tour.
Daffy devient riche avec les achats (très nombreux) des clients. Mais les fées Mémé et Titi viennent le punir de sa méchanceté. Puis viennent les fantômes de Sam le pirate et Taz qui le préviennent qu'il sera mort et que ce Canard veinard va fermer. Mais Taz donne une seconde chance à Daffy.
Daffy la saisit et, transformé, offre alors des cadeaux à tout le monde, y compris ses salariés et s'excuse de son comportement cruel. Bugs affirme qu'« à cette période de l'année, tout peut arriver ! ». Porky dit sa fameuse phrase « C'est fini les amis ! » mais Priscilla finit sa phrase.

## Distribution française
- Patrick Guillemin : Daffy Duck / Taz
- Gérard Surugue : Bugs Bunny
- Michel Mella : Porky Pig / Speedy Gonzales
- Patrick Préjean : Sylvestre / Sam le pirate
- Benoît Allemane : Charlie le coq
- Patrice Dozier : Elmer Fudd
- Jean-Loup Horwitz : Marvin le Martien
- Barbara Tissier : Mémé
- Patricia Legrand : Titi / Priscilla Pig / Hennery le faucon
- François Carreras : Pépé le putois
- Bernard Métraux : Narrateur

## Interprétations
- Daffy Duck : Ebenezer Scrooge
- Porky Pig : Bob Cratchit
- Grosminet : Jacob Marley
- Mémé et Titi : Les esprits du Noël passé
- Sam le pirate : L'esprit du Noël présent
- Taz : L'esprit du futur Noël